# Kazuo Shinohara

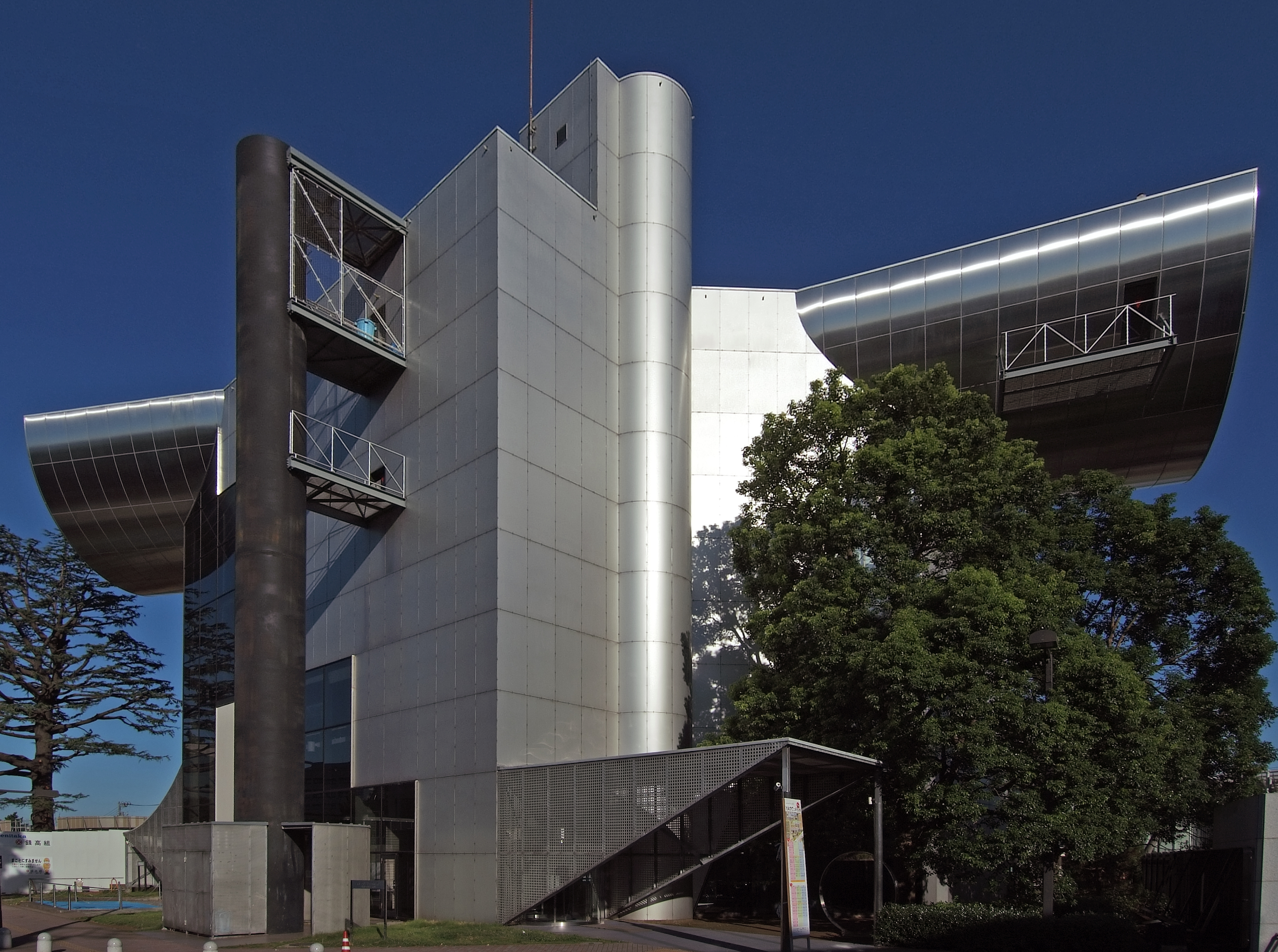
Technische Hochschule Tokio

Shinohara Kazuo (jap. 篠原 一男; * 2. April 1925 in Shizuoka; † 15. Juli 2006 in Kawasaki) war ein japanischer Architekt.

## Leben

### Ausbildung und Karriere
Shinohara wuchs in Tokio nahe des Bahnhofs Shibuya auf. Er absolvierte ein Mathematikstudium an der Universität Tōhoku in Sendai und absolvierte dann ein Architekturstudium am Tokyo Institute of Technology (TIT) bei Kiyoshi Seike, das er 1953 abschloss. Er eröffnete anschließend sein eigenes Atelier. 1970 wurde er Architekturprofessor am Tokyo Institute of Technology.

### Reisen
Shinohara reiste 1972 zum ersten Mal ins Ausland, nachdem er sich von schwerer Krankheit erholt hatte. Seine erste Reise führte ihn nach Marokko und Europa. Folgende Reisen führten in auf eine ausgiebigere Tour durch Europa im Jahr 1973 nach Westafrika 1975, nach Frankreich 1979 und Nord- und schließlich Südamerika 1984–85. Viele dieser Exkursionen führte er alleine durch. Shinohara dokumentierte seine Reise auf Fotos, die er in der Folge auch in seinen Publikationen referenzierte. Seine Fotos aus Westafrika fanden Eingang in eine Beschreibung seines Hauses in Uehara: die „nackten Formen“, die er auf dieser Reise gesehen hatte, waren Eindrücke, die er an einem Ort gewann, dessen Sprache und Kultur ihm vollständig fremd waren. Er nahm Formen, Schatten, Farben und Bewegungen wahr, die von der Verquickung mit einer „Superstruktur“ befreit waren. 2004 stellte das Center for Contemporary Art in Kitakyushu Shinoharas Reisefotografien in der Schau A Certain Point of View aus.

## Schaffen
Shinohara galt als Theoretiker, der eine ganze Generation von japanischen Architekten, wie Toyo Ito, Kazuyo Sejima und Itsuko Hasegawa, geprägt hat. In den 1980er Jahren galt er als der „progressive Anarchist“ des Tokioter Städtebaus.
In den 1960er Jahren trat er mit Feststellungen wie „Das Haus ist Kunst“ und „Je größer das Haus, desto besser“ an die Öffentlichkeit. Damit ging er gegen den zunehmend mechanistischen Zug in der Architektur vor und etablierte seinen eigenen Antirationalismus. Er hat sich weitgehend auf das Design von Wohnhäusern konzentriert, da es ihm um die Beziehung zwischen dem einzelnen Menschen und den Raum für ihn geht.

### Vier Stile
Shinohara selbst teilte seine Werk explizit in vier „Stile“ ein. Dabei ist diese Gliederung Gegenstand akademischer Debatte, inwiefern die Einteilung in vier Phasen als Brüche oder Kontinuität zu sehen ist. Shinohara gab an, er lehne seine Nomenklatur an Picassos verschiedenen Perioden an.

#### Erster Stil
Die Werke des Ersten Stils treten in den Dialog mit der klassischen japanischen Architektur. Sie befassen sich etwa mit Gestaltungs- und Planungsprinzipien der Minka-Häusern einfacher Bürger und Bauern oder den Gebäuden im Shoin-Stil. Der Stil umfasst fünfzehn Jahre des Werkes von Shinohara und ist damit die längste Schaffensperiode und begann mit seinem ersten Gebäude, dem „Wohnhaus Kugayama“, im Jahr 1954. Das Gebäude zeigt ein Interesse an der Arbeit von Ludwig Mies van der Rohe und stellt laut Seng Kuan eine Antwort auf die zeitgenössischen Umgang mit Tradition von Tange Kenzō und Shinoharas Lehrer Seiki Kiyoshi dar. Die späteren Gebäude werden zunehmend abstrakter. Der Erste Stil fällt zudem in die Zeit, in der sich der Metabolismus in der Architekturszene seiner größten Popularität erfreute.

#### Zweiter Stil
Der Zweite Stil ist die kürzeste Schaffensperiode Shinoharas. Shinohara wendete sich einem reduzierten, formalistischen Ansatz zu. Die Architektur folgt einer strikten Geometrie. Shinohara entwarf Raumfolgen mit theatralischem Charakter: Enge, hohe, kluft-artige Räume öffnen sich etwa in lichte Höfe mit bronzefarbenen Wänden. Diese Änderungen in der Architektursprache zogen auch eine neue Darstellungsform nach sich: neuartige Fototechniken und eine Prävalenz von axonometrischen Zeichnungen. Trotz der relativen Kürze dieser Phase führten diese Werke zur ersten größeren Anerkennung. 1972 verlieh das „Architectural Institute of Japan (AIJ)“ seinen Jahrespreis für das Werk Shinoharas „ab dem Unvollendeten Haus“. Laut Seng Kuan markiert diese Wertschätzung des Werks auch einen tiefen Wandel im Ästhetik-Diskurs in Japan, geprägt von der Weltausstellung in Osaka (1970) und den Studentenprotesten (1968–1969).

#### Dritter Stil
Shinohara treibt den Dialog zwischen räumlichem Umfeld und Bewohner auf ein neues Intensitätsniveau, als eine Serie von nackten, rohen Konfrontationen. Die Gleichsetzung von Haus und Stadt, die sich im Zweiten Stil abzeichnete ist nun vollständig gereift. In dieser Zeit reiste Shinohara viel ins Ausland und befasste sich dort mit dem städtischen Raum: Körper und Bewegungsströme, die als formelle Elemente zusammen den Raum selbst erzeugen. Das Stichwort „Nacktheit“ bedeutet, alles zu entfernen, was die zugrundeliegenden Ideen und Formen verschleiert.

#### Vierter Stil – ModernNext
Zu Beginn der 1980er Jahre begann Shinohara größere, institutionelle Aufträge anzunehmen. Er nahm sich offen dem kreativen Potenzial des städtischen Chaos an. Die „Centennial Hall“ in Tokio und Shinoharas eigenes Haus in Yokohama versinnbildlichen seine Idee der „Raummaschine“, die in ihrer Kraft und Logik als Kampfflugzeug vollständig aufgeht. Shinoharas Bekanntheit im Ausland nahm zu, Werkschauen reisten durch Europa und Nordamerika, er wurde als Professor an der Yale University und als Gastprofessor an der Technischen Universität Wien (1986) eingeladen.
Diese späte Gelegenheit im städtischen Maßstab zu arbeiten, erlaubte Shinohara seine nuancierte Auffassung der Stadt zum Ausdruck zu bringen. Während seine Reisen in verschiedene Erdteile dieses Verständnis prägten, war es ebenso in Shinoharas Kindheitserinnerungen in Tokio verwurzelt, wo er in der Nähe des Bahnhofs Shibuya aufwuchs. 1988 führte Shinohara in einem Essay den Begriff „ModernNext“ ein. Dieser Begriff ist als Gegenentwurf zur Postmoderne gemeint, eine zukunftsgewandte Einstellung, die sich mit der enormen Dichte Tokios mit zuvor unerreichtem Maßstab und Intensität von städtischer Aktivität auseinandersetzt. Während der Erste Stil auf der Tradition aufbaue, seien es hier die Willkür und Unordnung, die eine neue Lebhaftigkeit in Architektur und Stadt bringen.

## Werk (Auswahl)

### Erster Stil
- „Wohnhaus Kugayama“ (久我山の家; 1954)

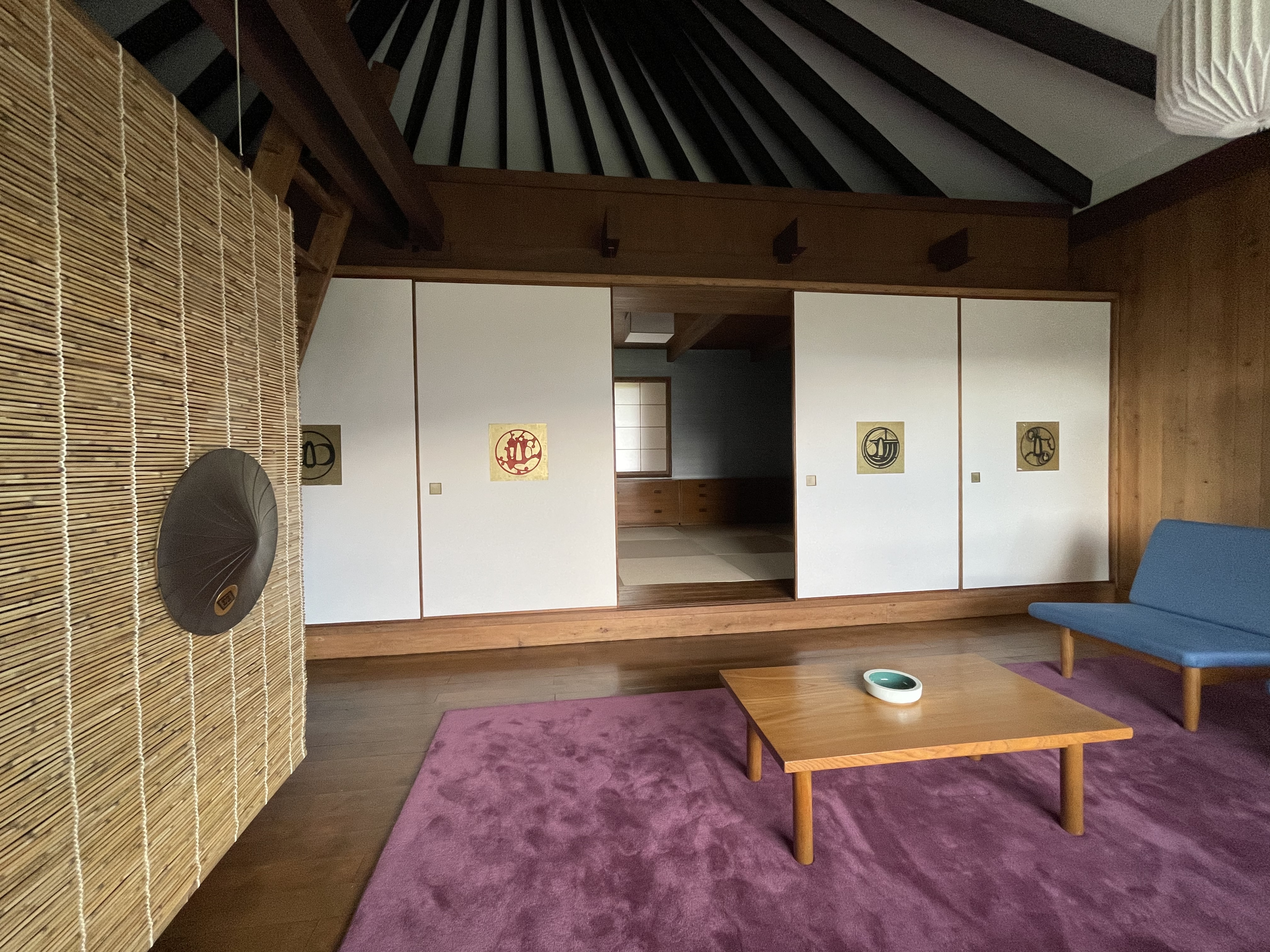
Innenansicht des Umbrella House nach dem Transport nach Deutschland, aufgenommen im Juni 2022.

- „Residenz unter dem Schirm“ (1961), auch als „Umbrella House“ (傘の家, Karakasa no ie;) bekannt[3]
- „Haus in Weiß“ (白の家, Shiro no ie; 1966) in Tōkyō; Wohnhaus; von der Denmkalschutzorganisation Docomomo Japan in die Auswahl von hundert Gebäuden der Moderne in Japan aufgenommen. Hiroyaso Fujioka hebt in der Veröffentlichung der Lise in Japan Architect Shinoharas eigenständige Arbeitsweise hervor, die über das Dogma „form follows function“ und den Bezug auf die japanischen Bauweise hinausgeht und eine alternative Methode verfolgt.[4]
- „Suzusho Haus“ (1968)

### Zweiter Stil
- „Unvollendetes Haus“ (1970)

- „Prisma Haus“ (1974)

### Dritter Stil
- „Wohnhäuser an der Uehara-dōri“ (上原通り住宅; 1976) in Tōkyō,
- „Tanigawa-Residenz“ (谷川さんの住宅; 1979) in der Präfektur Nagano

### Vierter Stil – ModernNext
- „Haus in Yokohama“ (1984)
- „Centennial Hall“ (東京工業大学百年記念館, Tōkyō kōgyō daigaku hyakunen kinen-kan; 1987) am Campus des Tokyo Institute of Technology.
- Polizeihauptquartier in Kumamoto (熊本北警察署, Kumamoto-kita keisatsuchō; 1990)

## Ehrungen
2005 wurde er mit dem großen Preis des „Architectural Institute of Japan (AIJ)“ ausgezeichnet.
2010 wurde Shinohara posthum mit dem Goldenen Löwen der Architekturbiennale Venedig ausgezeichnet.

## Veröffentlichungen
- Kazuo Shinohara: Kazuo Shinohara. Ernst & Sohn, Berlin 1994, ISBN 3-433-02264-X.
- Kazuo Shinohara: Kazuo Shinohara. Houses and Drawings. Shokokusha Publishing, Tokyo 2008, ISBN 978-4-395-00816-2.

## Ausstellungen
- Shinohara Kazuo: ModernNext, Druker Design Gallery, Harvard Graduate School of Design, Cambridge, Massachusetts, 11. August 2019 – 11. Oktober 2019.[7]